# ステンレス精密圧延品
ステンレス精密圧延品（ステンレスせいみつあつえんひん）は、板状に加工されたステンレス鋼の内、主に板厚1mm未満の鋼板のこと。
鋼板は、国内の統計上、板厚に応じて、3mm未満を薄板、3mm以上を中板、6mm以上を厚板に分類されるが、薄板の中でも1mm未満を、慣習的に精密圧延品、薄手、極薄品、磨帯鋼、みがき帯鋼等と呼称される。また、さらに0.3mm未満のものを箔と細分化して呼称することがある。
以上の鋼板を分類する呼称の内、ステンレス鋼の場合は、ステンレス精密圧延品もしくはステンレス箔と表現されることが比較的多い。無論、ステンレス薄手、ステンレス極薄品、ステンレス磨帯鋼、ステンレスみがき帯鋼も意味として通用する。
(尚、ステンレス鋼以外の、特殊鋼薄板(工具鋼、機械構造用炭素鋼、機械構造用合金鋼、軸受鋼等)、普通鋼の場合は、慣習的に磨帯鋼、特殊みがき帯鋼等と呼称される例が多い。)
このステンレス精密圧延品は、日鉄ステンレス、日本冶金工業等の製鋼メーカーが量産するステンレス薄板とは異なり、複数回の冷間圧延や焼鈍工程、調質圧延工程を繰り返す製品であり、製鋼メーカーの他にも、当該工程を専業とする専業メーカー(リローラー)が存在する。
ステンレス精密圧延品の中でも0.3mm未満のステンレス箔とも呼称される板厚を得意とする専業メーカーの中には、ステンレスのみならず、銅等の他非鉄金属の圧延をするメーカーも存在する。

## 主要メーカー

### 製鋼一貫メーカー
- 日鉄ステンレス - 日鉄ステンレス山口製造所・日鉄ステンレス衣浦製造所 台湾日新結進精密ステンレス 日本製鉄東日本製鉄所直江津地区
- 日鉄ケミカル&マテリアル
- 大同特殊鋼

### 専業メーカー(リローラー)
- 日本金属
- ナス鋼帯
- 開進工業
- 明道メタル
- JX金属   (非鉄金属も圧延)
- 特殊金属エクセル (非鉄金属も圧延)
- 日立金属ネオマテリアル(旧東洋製箔) (非鉄金属も圧延)

## 主要製品
- ばね用ステンレス鋼板

(JIS Ｇ 4313 ばね用ステンレス鋼帯に規定され、硬度指定のあるステンレス鋼板。末尾は"-CSP"とし、硬質表記はHをフルハードとして、1/4H,1/2H,3/4Hと記載。フルハードを超過するEHをメニューとして構えるメーカーも存在)
- - 精密加工用ステンレス鋼板
  - 自動車エンジンガスケット用ステンレス鋼板
- ステンレス冷延鋼板、耐食耐熱ステンレス鋼板(JIS G4305,4312等)の内、1mmを下回る極薄材もしくは板厚精度等が緻密に要求されるもの

## 主要用途
- 自動車エンジンガスケット

- 精密機械用ばね・ぜんまい
- ワッシャー・皿バネ・シム
- ディスクブレーキキャリパー用シム